# Thomas Van Oppens
Thomas Van Oppens (Leuven, 17 mei 1989) is een Belgisch politicus voor Groen en sinds 2 december 2024 schepen van klimaat en duurzaamheid, financiën, afvalbeleid en digitalisering in Leuven.

## Levensloop

### Jeugd en opleiding
Van Oppens behaalde een bachelordiploma lichamelijke opvoeding en bewegingswetenschappen, een master beleidseconomie en een master economische wetenschappen aan de KU Leuven. Vooraleer hij voltijds politiek actief werd, werkte hij achtereenvolgens als credit risk analist bij KBC Bank & Verzekeringen, als leerkracht in Sancta Maria Leuven en het Heilig Drievuldigheidscollege en als onderwijsassistent aan de faculteit Economie van de KU Leuven.

### Politieke loopbaan
Van Oppens begon zijn politieke carrière als voorzitter van Jong Groen Leuven in 2010. Hij werd voor het eerst verkozen als gemeenteraadslid in Leuven in 2012.
Op 1 januari 2019 werd hij schepen van personeel, organisatie, stadsreiniging, studentenzaken, aankoopbeleid en dierenwelzijn in Leuven. In juni 2019 kondigde hij aan dat Leuven een belasting op ongeadresseerde reclame zou invoeren. In de praktijk gaat het hoofdzakelijk over reclamefolders. Een maand later maakte hij bekend dat Leuven op een diervriendelijke manier de overlast van duiven zou aanpakken door het verspreiden van een anticonceptiepil voor duiven.
Onder zijn impuls riep stad Leuven in september 2019 samen met de KU Leuven en Hogeschool UCLL supermarkten, fakbars en nachtwinkels op om geen alcoholische dranken meer te promoten bij studenten. Zo willen de stad en onderwijsinstellingen alcoholmisbruik tegengaan.
In het najaar van 2019 nam hij deel aan een aflevering van het televisieprogramma Make Belgium Great Again waarin Frances Lefebure samen met Leuvenaars meer dan 50.000 sigarettenpeuken raapte.
In januari 2020 opende hij samen met Atelier Circuler de Leuvense Materialenbank, waar gerecupereerde bouwmaterialen verkocht worden en dus een tweede leven krijgen. Wegens succes verhuisde de Materialenbank begin 2023 naar een grotere locatie met meer opslagruimte in Herent.
Uit de stadsmonitor van 2021, een bevraging van de Vlaamse overheid naar de tevredenheid van inwoners, kwam Leuven naar voren als properste centrumstad van Vlaanderen. Volgens de bevraging is drie op de vier Leuvenaars tevreden over de netheid van de stad.
Op zijn initiatief is de inzameling van textiel in Leuven sinds 2022 voorbehouden aan Kringwinkel ViTeS, in samenwerking met Oxfam en Wereldmissiehulp. Zo riep hij de wildgroei aan containers een halt toe en behoudt hij de textielinzameling voor aan de sociale economie en goede doelen.
Eind 2022 viel het Smart City Data Platform van Leuven, Brugge en Roeselare tweemaal in de prijzen, op het Smart City World Congress in Barcelona en de Agoria Digital Society Awards.
In 2021 en 2022 bracht stad Leuven met geluidsmeters nachtlawaai in kaart en testte ze of ze met preventieve beïnvloedingstechnieken, nudgingtechnieken, het nachtlawaai kon verminderen of zelfs voorkomen. De stad paste onder meer de openbare verlichting aan bij nachtlawaai. In maart 2023 maakte Van Oppens bekend dat het aantal geluidspieken met 30% daalde dankzij de lichtprojecties.
Op 2 december 2024 legde hij opnieuw de eed af als schepen. In de nieuwe legislatuur is hij bevoegd voor klimaat en duurzaamheid, financiën, afvalbeleid en digitalisering.